# Condado de Cattaraugus
El condado de Cattaraugus (en inglés: Cattaraugus County), fundado en 1808, es un condado del estado estadounidense de Nueva York. En el año 2000 tenía una población de 83 955 habitantes con una densidad poblacional de 25 personas por km². La sede del condado es Little Valley.

## Geografía
Según la Oficina del Censo, el condado tiene un área total de 3393 km² (1310,0 mi²), de la cual 3362 km² (1298,1 mi²) es tierra y 31 km² (12,0 mi²) (1'21%) es agua.

### Condados adyacentes
- Condado de Erie - norte
- Condado de Wyoming - noreste
- Condado de Allegany - este
- Condado de McKean, Pensilvania - sureste
- Condado de Warren, Pensilvania - suroeste
- Condado de Chautauqua - oeste

## Demografía
En el 2000 la renta per cápita promedia del condado era de ]33 404$, y el ingreso promedio para una familia era de 39 318 dólares. En 2000 los hombres tenían un ingreso per cápita de $30 901 por $22 122 para las mujeres. El ingreso per cápita para el condado era de 15 959 dólares y el 13'7% de la población estaba bajo el umbral de pobreza nacional.

### Carreteras principales
- Interestatal 86/Ruta Estatal de Nueva York 17 (Southern Tier Expressway)
- U.S. Route 62
- U.S. Route 219
- Ruta Estatal de Nueva York 16
- Ruta Estatal de Nueva York 98
- Ruta Estatal de Nueva York 240
- Ruta Estatal de Nueva York 242
- Ruta Estatal de Nueva York 353
- Ruta Estatal de Nueva York 417

## Localidades
- Allegany (villa)
- Allegany (pueblo)
- Ashford (pueblo)
- Carrollton (pueblo)
- Cattaraugus (villa)
- Coldspring (pueblo)
- Conewango (pueblo)
- Dayton (pueblo)
- Delevan (villa)
- East Otto (pueblo)
- East Randolph (villa, a disolverse el 01-01-2012)
- Ellicottville (villa)
- Ellicottville (pueblo)
- Farmersville (pueblo)
- Franklinville (villa)
- Franklinville (pueblo)
- Freedom (pueblo)
- Gowanda (villa)
- Great Valley (pueblo)
- Hinsdale (pueblo)
- Humphrey (pueblo)
- Ischua (pueblo)
- Leon (pueblo)
- Lime Lake (lugar designado por el censo)
- Limestone (villa, a disolverse el 01-01-2011)
- Little Valley (villa)
- Little Valley (pueblo)
- Lyndon (pueblo)
- Machias (pueblo)
- Machias (lugar designado por el censo)
- Mansfield (pueblo)
- Napoli (pueblo)
- New Albion (pueblo)
- Olean (ciudad)
- Olean (pueblo)
- Otto (pueblo)
- Perrysburg (villa, a disolverse el 01-01-2012)
- Perrysburg (pueblo)
- Persia (pueblo)
- Portville (villa)
- Portville (pueblo)
- Randolph (pueblo)
- Randolph (villa, a disolverse el 01-01-2012)
- Red House (pueblo)
- Salamanca (ciudad)
- Salamanca (pueblo)
- Steamburg (aldea)
- South Dayton (villa)
- South Valley (pueblo)
- St. Bonaventure (lugar designado por el censo)
- West Valley (aldea)
- Weston Mills (lugar designado por el censo)
- Yorkshire (lugar designado por el censo)
- Yorkshire (pueblo)

- Forma de gobierno local .